# Acanthodelta lienardi
Acanthodelta lienardi là một loài bướm đêm trong họ Noctuidae.